# Lew Iwanowitsch Borissow
Lew Iwanowitsch Borissow (russisch Лев Иванович Борисов; * 8. Dezember 1933 in Pljos; † 15. November 2011 in Moskau) war ein russischer Theater- und Filmschauspieler.

## Leben
Lew Borissow wurde 1933 in Pljos in der Oblast Iwanowo als jüngerer Bruder des Schauspielers Oleg Borissow geboren. Seine Theaterausbildung schloss er 1956 an der Schtschukin-Theaterhochschule ab.
Bis 1960 arbeitete er am Studententheater, kurz danach begann er eine Karriere als Schauspieler an den bedeutendsten russischen Theatern. Innerhalb von 50 Jahren trat Borissow in vielen Aufführungen verschiedener russischer Theater auf und hat in den letzten Jahren seines Lebens zusammen mit seiner Tochter Nadeschda Borissowa in der Wiederaufführung des Theaterstücks Fremde Frau und Mann unter dem Bett mitgewirkt.
Er verstarb am 15. November 2011 infolge eines akuten Schlaganfalls.

## Filmografie (Auswahl)
- 1955: Reifezeugnis (Аттестат зрелости)
- 1957: Die Höhe (Высота)
- 1959: Ein Menschenschicksal (Судьба человека)
- 1959: Die Ballade vom Soldaten (Баллада о солдате)
- 1983: Jeder zehnte (Каждый десятый)
- 1984: Der Waffenschmied vom Ural (Демидовы)
- 1996: Lebenslinien – Schicksal auf Russisch (Ligne de vie)
- 1996: Weißes Fest (Белый праздник)